# Rathwi Bareli jezik
Rathwi Bareli jezik (barel, pauri, pawari, pawri, rathi, rathia, rathwi pauri; ISO 639-3: bgd), indoarijski jezik iz indijskih država Madhya Pradesh i Maharashtra. Njime govori 63 700 ljudi (2000). Pripada bhilskoj podskupini. Piše se devanagarijem

## Vanjske poveznice
- Ethnologue (14th)
- Ethnologue (15th)